# Agrafiotis
Der Agrafiotis (griechisch Αγραφιώτης oder Agrafiotikos Αγραφιώτικος) ist ein 50 bis 58 km (je nach Quellenangabe) langer Fluss im Regionalbezirk Evrytania der Region Mittelgriechenland in Griechenland. Er verläuft von Norden nach Süden und mündet in den Kremasta-See. 
Der Name Agrafiotis leitet sich vom Quellgebiet des Flusses ab, dem Agrafa-Gebirge, einem Teil des südlichen Pindos-Gebirges. Der Agrafiotis entspringt einerseits als Trovatiano Rema (Τροβατιανό ρέμα) aus der östlichen Flanke des Deldimi-Massivs (2126 m Gipfelhöhe) westlich der Ortschaft Trovato und fließt zunächst nach Südosten nördlich an Trovato vorbei. Westlich von Trovato fließt von Norden her kommend der Nebenfluss Koustesos in das Trovatiano Rema. Nach diesem Zusammenfluss verläuft das Trovatiano Rema weiter in südlicher Richtung in einem engen Tal mit vielen Windungen und erhält von Westen den Zufluss des Direma aus dem Gennitsari-Berg (1789 m). Etwas weiter südlich davon fließt vom Osten her kommend der Fluss Vrangianitiko Rema (Βραγγιανίτικο ρέμα) aus der Ortschaft Vrangiana und dem Katarachias-Berg (2002 m) mit dem Trovatiano Rema zusammen. 
Nach diesem Zusammenfluss des westlichen Quellflusses (Trovatiano Rema) und des östlichen Quellflusses (Vrangianitiko Rema) bei der Brücke Dendrou Vrangianon wird der Fluss als Agrafiotis bezeichnet. Der weitere Verlauf des Flusses richtet sich unverändert nach Süden in einem engen Tal zwischen den Bergen Kafki im Westen (1607 m) und Itamos Agrafon (1405 m) und Koukourontzos (1720 m) bis zum aus dem Nordwesten kommenden Zufluss des Asprorema. Ost-Nordöstlich des Kafki und südlich des Itamos fließt das Valaritiko Rema von Osten her in den Agrafiotis ein. Bei der Passage des Berges Kafki wird auch die Ortschaft Tridendro in deren Osten umflossen. Südlich von Tridendro mündet der Bach Samari von Westen her kommend in den Agrafiotis ein.
Nach der Einmündung des Asprorema in den Agrafiotis bei Agii Theodori wird der Tsouma-Berg (1518 m) in dessen Osten umflossen. An den östlichen Abhängen dieses Berges liegt dabei die Ortschaft Epiniana in der Nähe des Agrafiotis. Östlich des Agrafiotis auf gleicher Höhe findet sich die Ortschaft Agrafa, der Verwaltungssitz der Gemeinde Agrafa. Durch Agrafa fließt der Smbororema (Σμπορόρεμα), welcher bei der Ortschaft Paramerita in den Agrafiotis mündet. Ab Paramerita beginnt der schluchtartige Abschnitt des Agrafiotis-Tales, welcher als Tripa Agrafioti Schlucht bezeichnet wird. Bei Eintritt in diese schwenkt der Agrafiotis nach Südwesten und verläuft entlang der südöstlichen und östlichen Flanken des Tsouma-Berges bis zum Zufluss Fteris, welcher von der Ostseite des höchsten Gipfels des westlichen Agrafa-Gebirges, dem Fteri (2126 m), aus kommend in spitzem Winkel in den Agrafiotis fließt. Am Zufluss des Fteris befindet sich eine Brücke aus osmanischer Zeit über den Agrafiotis, die Aniforas-Brücke.
Im engen Tal zwischen den Bergen Koftra (1505 m) im Osten und Gravani (1713 m), einem östlichen Ausläufer des Liakoura (2040 m), im Westen verläuft der Fluss Agrafiotis nach Süden. Vor der Ortschaft Karvasaras fließt von Osten her kommend der Myrisiotis in den Agrafiotis ein. Zugleich findet sich an dieser Zuflussmündung die osmanische Brücke Karvasara. Der Agrafiotis verschwenkt scharf nach Westen um den Ausläufer des Katsandoni herum und läuft östlich des Berges Pyramida (1345 m) zur Ortschaft Varvariada. In diesem Verlauf erhält er von Westen den Zufluss Monastirakiotiko Rema, welches durch die Ortschaft Monastiraki verläuft. Nach Zufluss der Flüsse Seliotiko und Melissorema aus dem Osten schwenkt der Agrafiotis bei der Ortschaft Kleftolimero nach Südwest auf die Ortschaft Tsouka zu. Östlich von Tsouka liegt die Manoli-Brücke von 1659, welche über den Agrafiotis führt bzw. führte.
Mit dem Aufstau des Acheloos zum Kremasta-See ab 1967 verschwand die alte Einmündung des Agrafiotis in den Acheloos weiter südlich. Vielmehr dehnt sich ein Ausläufer des Kremasta-Sees bis zur Manoli-Brücke und darüber hinaus nach Norden aus (ca. 2 km). Die Ausdehnung erfolgt nach dem Wasserstand und kann bei Hochwasser zu einem vollständigen Verschwinden der Manoli-Brücke führen. Bei Niedrigwasser kann die Manoli-Brücke auf dem Trockenen stehen.
Der Verlauf bzw. das Tal des Agrafiotis dient zur Unterscheidung zwischen dem westlichen und dem östlichen Teil des Agrafa-Gebirges.